# Shanghai ATP Masters 1000
Shanghai Rolex Masters — мужской международный теннисный турнир, проходящий в Шанхае (Китай) в октябре на открытых хардовых кортах теннисного центра Qizhong Forest Sports City Arena. Турнир относится к серии Мастерс, с призовым фондом около 10,3 миллионов долларов и турнирной сеткой, рассчитанной на 96 участников в одиночном разряде и 32 пары.

## Общая информация
Современная история соревнования мужского протура стартовала в 1996 году, когда в городе был организован турнир базовой серии основного тура ATP. Тот приз продержался в календаре восемь сезонов, пока не был перенесён во Вьетнам. На его месте сначала пробно (в 2002-м году), а затем долгосрочно (в 2005-08-м годах), в Шанхай приезжал Итоговый турнир ATP ассоциации.
Новый регулярный турнир был создан накануне сезона-2009, когда в ходе реорганизации календаря ATP передала китайским организаторам права на один из турниров серии Мастерс, отняв их у Гамбурга.
Победители и финалисты
В одиночном разряде турнир более одного раза покорялся трём теннисистам: Новаку Джоковичу (четыре титула), Энди Маррею (три титула) и Роджеру Федереру, победившему два раза.
В парном разряде лидер по числу трофеев бразилец Марсело Мело, победивший на местном корте три раза с разными партнёрами. Леандер Паес выиграл два титула. Кроме них никто не смог выиграть более одного раза.

## Финалы турнира
| Год       | Победитель                            | Финалист                              | Счёт                                  |
| --------- | ------------------------------------- | ------------------------------------- | ------------------------------------- |
| 2024      | Янник Синнер                          | Новак Джокович                        | 7-6(4) 6-3                            |
| 2023      | Хуберт Хуркач                         | Андрей Рублёв                         | 6-3 3-6 7-6(8)                        |
| 2020—2022 | Не проводился из-за пандемии COVID-19 | Не проводился из-за пандемии COVID-19 | Не проводился из-за пандемии COVID-19 |
| 2019      | Даниил Медведев                       | Александр Зверев                      | 6-4 6-1                               |
| 2018      | Новак Джокович (4)                    | Борна Чорич                           | 6-3 6-4                               |
| 2017      | Роджер Федерер (2)                    | Рафаэль Надаль                        | 6-4 6-3                               |
| 2016      | Энди Маррей (3)                       | Роберто Баутиста Агут                 | 7-6(1) 6-1                            |
| 2015      | Новак Джокович (3)                    | Жо-Вильфрид Тсонга                    | 6-2 6-4                               |
| 2014      | Роджер Федерер                        | Жиль Симон                            | 7-6(6) 7-6(2)                         |
| 2013      | Новак Джокович (2)                    | Хуан Мартин дель Потро                | 6-1 3-6 7-6(3)                        |
| 2012      | Новак Джокович                        | Энди Маррей                           | 5-7 7-6(11) 6-3                       |
| 2011      | Энди Маррей (2)                       | Давид Феррер                          | 7-5 6-4                               |
| 2010      | Энди Маррей                           | Роджер Федерер                        | 6-3 6-2                               |
| 2009      | Николай Давыденко                     | Рафаэль Надаль                        | 7-6(3) 6-3                            |

| Год       | Победители                            | Финалисты                             | Счёт                                  |
| --------- | ------------------------------------- | ------------------------------------- | ------------------------------------- |
| 2024      | Уэсли Колхоф Никола Мектич            | Максимо Гонсалес Андрес Мольтени      | 6-4 6-4                               |
| 2023      | Марсель Гранольерс Орасио Себальос    | Рохан Бопанна Мэттью Эбден            | 5-7 6-2 [10-7]                        |
| 2020—2022 | Не проводился из-за пандемии COVID-19 | Не проводился из-за пандемии COVID-19 | Не проводился из-за пандемии COVID-19 |
| 2019      | Мате Павич Бруно Соарес               | Лукаш Кубот Марсело Мело              | 6-4 6-2                               |
| 2018      | Лукаш Кубот Марсело Мело (3)          | Джейми Маррей Бруно Соарес            | 6-4 6-2                               |
| 2017      | Хенри Континен Джон Пирс              | Лукаш Кубот Марсело Мело              | 6-4 6-2                               |
| 2016      | Джон Изнер Джек Сок                   | Хенри Континен Джон Пирс              | 6-4 6-4                               |
| 2015      | Равен Класен Марсело Мело (2)         | Симоне Болелли Фабио Фоньини          | 6-3 6-3                               |
| 2014      | Боб Брайан Майк Брайан                | Жюльен Беннето Эдуар Роже-Васслен     | 6-3 7-6(3)                            |
| 2013      | Иван Додиг Марсело Мело               | Фернандо Вердаско Давид Марреро       | 7-6(2) 6-7(6) [10-2]                  |
| 2012      | Леандер Паес (2) Радек Штепанек       | Рохан Бопанна Махеш Бхупати           | 6-7(7) 6-3 [10-5]                     |
| 2011      | Максим Мирный Даниэль Нестор          | Ненад Зимонич Микаэль Льодра          | 3-6 6-1 [12-10]                       |
| 2010      | Юрген Мельцер Леандер Паес            | Марцин Матковский Мариуш Фирстенберг  | 7-5 4-6 [10-5]                        |
| 2009      | Жюльен Беннето Жо-Вильфрид Тсонга     | Марцин Матковский Мариуш Фирстенберг  | 6-2 6-4                               |